# 魏京生

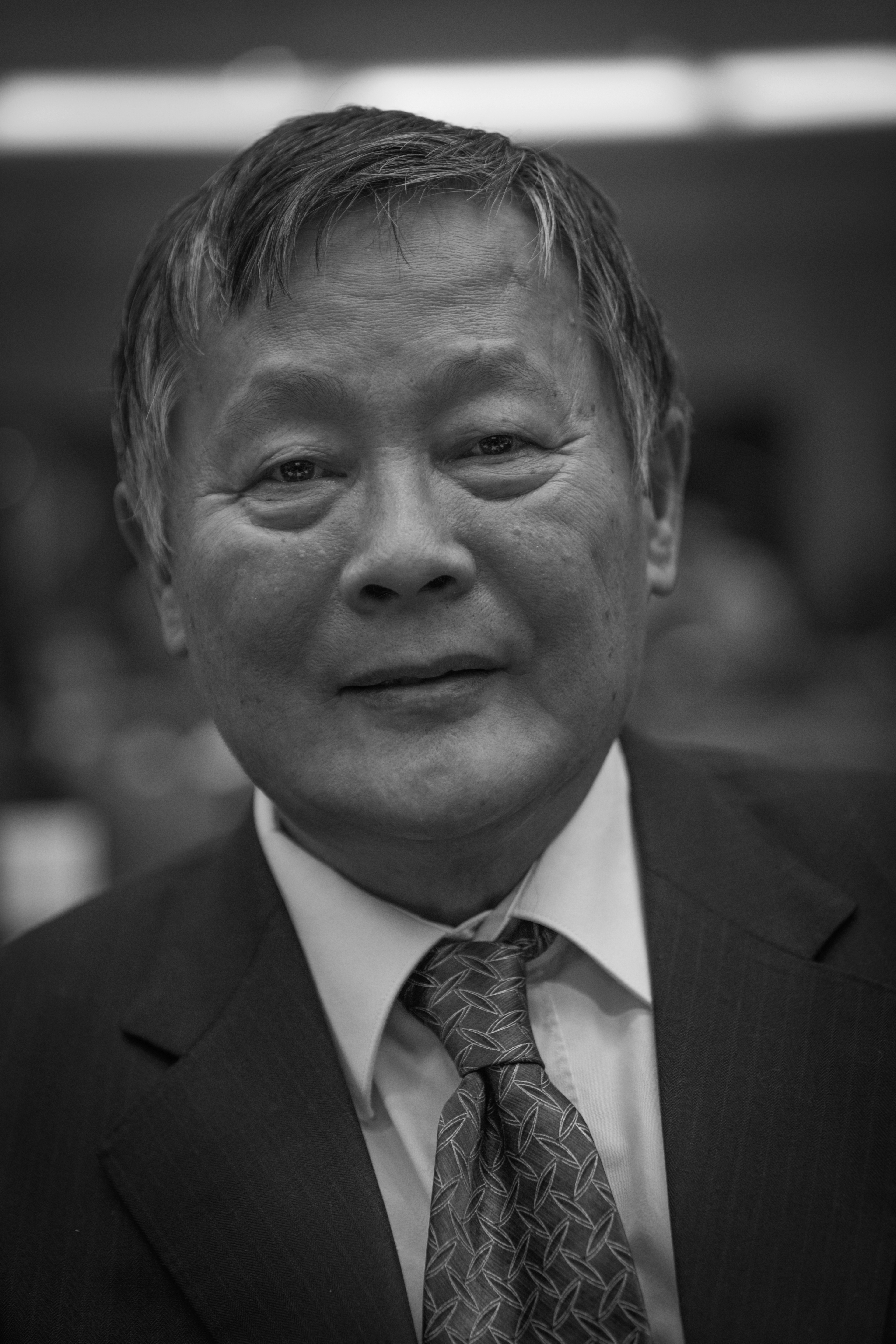

魏 京生（ぎ きょうせい、ウェイ・ジンシェン、1950年5月20日 - ）は、中華人民共和国の民主運動家。王丹らとともに「民主闘士」と称される、中国民主化運動のシンボル的存在。

## 中華人民共和国国内の活動
1950年北京で人民解放軍退役軍人の子として生まれる（省籍は安徽省）。文化大革命期は中国人民大学附属中学で紅衛兵として活動。1969年から兵役。1973年から北京動物園で電気技術者として勤務しつつ、北京大学で歴史を学ぶ。

### 「北京の春」
1976年4月5日に起きた第1次天安門事件を契機とし、以降、民主運動が高まっていった。これは「北京の春」といわれ、魏はその主導者の1人となった。
1978年秋には北京の西単で「民主の壁」運動が盛んになり、この運動は、1978年12月18日から12月22日にかけて開かれた、中国共産党第十一期中央委員会第三回全体会議(三中全会)にも影響を与えたとされる。同会議では文化大革命の清算及び改革開放路線が決定された。同会議に先立つ12月5日、「民主の壁」に「金生」という署名で「第五の近代化-民主およびその他」と題する壁新聞が張り出された。中国共産党による30年間の独裁と、自由も民主的でもない現状を見つめるよう訴えたものだった。この「金生」が魏京生であった。
「民主の壁」に参加していた市民らは「四五論壇」「民主の壁」「群衆参考消息」といった自費雑誌を発行していた。魏京生も1979年1月8日、雑誌『探索』を編集発刊し、さらに厳家祺が同1979年1月に発刊した雑誌に「北京の春」と名付けた。これは1968年の「プラハの春」にちなんだもので、以後、1978年秋以降盛り上がった「民主の壁」の運動は「北京の春」と呼ばれる。
1979年1月18日から4月3日まで開かれた「理論工作務虚会」で、中央政治局委員の胡耀邦は、それまでタブーとされてきた人々や文芸作品の名誉回復を図った。
他方、北京市公安局は1979年1月18日に、北京西単の壁に壁新聞を張り「飢餓と迫害に反対し、民主と人権を要求する」デモを計画した疑いで傅月華という女性運動家を逮捕したことで、傅月華の釈放を求める運動が展開していく。なお、この1979年1月には、中国政府は一人っ子政策を発表し、さらに2月17日からは中越戦争を開始している。
魏京生は壁新聞で鄧小平の改革路線を批判していた。当時の共産党の標語「四つの近代化」に対し、第五の近代化（政治の近代化＝民主化）を提唱していた。
華国鋒を追い詰めるために利用した「民主の壁」運動は鄧小平にとってすでに不要で邪魔なものであったといわれる。
1979年3月29日、北京市党委員会は、集会・デモ・壁新聞の掲示等を規制する通告を発布。プロレタリア独裁、社会主義、中国共産党による指導、マルクス・レーニン主義と毛沢東思想に反対する壁新聞の張り出しや出版物の出版を禁止した。同3月29日、魏京生は反革命罪で逮捕された。
翌日の3月30日、鄧小平は、胡耀邦の理論工作務虚会で「四つの基本原則を堅持する」という演説を行った。「社会主義の道」「プロレタリア独裁」「共産党による指導」「マルクス・レーニン主義と毛沢東思想」の4つの原則を堅持する、というものだった。魏京生の逮捕とこの「四つの基本原則」の宣言により、「民主の壁」（北京の春）運動は終息した。
魏京生はさらに10月16日、軍事情報漏洩罪・反革命煽動罪として懲役15年の刑に処され、1993年に仮釈放されるまで14年半もの間、服役する。

### 仮出所後
仮出所後は外国要人・メディアとの会談などで、積極的に中華人民共和国の政治や第2次天安門事件、人権問題などを批判したため、再び共産党から睨まれ、1994年4月に再逮捕。翌年12月政府転覆陰謀罪により再び懲役14年の判決を受ける。しかし、獄中の虐待により重病となったとの情報が流れ、以前から釈放運動を行っていたアムネスティ・インターナショナルなどの人権団体や外国メディアからも釈放要求が高まったため、1997年11月16日、病気療養を名目として再び仮釈放。1996年に、獄中でサハロフ賞を受賞。2度の入獄、18年の服役を経験した。

## 亡命・その後
事実上の国外追放処分となったため、渡米。以後はアメリカ合衆国を拠点として内外の民主化運動と連携し、活発な民主化運動を行っている。人権問題のみならず政治・外交でも積極的に中華人民共和国批判を行い、またたびたび中華民国を訪問して与野党幹部と会談し、北京による中華民国（台湾）併合の動きに警鐘を鳴らしている。
2016年にはアメリカで天安門事件の民主化弾圧を肯定するかのような過去の発言で追及を受けた共和党のドナルド・トランプ大統領候補が天安門事件を「暴動」と表現した際には「侮辱」であるとして王丹、ウーアルカイシなどといった他の民主化運動家たちと抗議を行っている。

### 日本との関係
1998年9月にアムネスティ・インターナショナル日本支部の招待で日本を訪問する予定であったが、直前にパスポートの盗難に遭うという不可解な事件が起きたため、延期を余儀なくされた。2006年10月下旬に実現した日本訪問では、中華人民共和国について北朝鮮問題や経済関係だけを優先せず、貧富の格差・人権侵害・民主化といった問題について注視するよう講演会で主張した。
2007年6月3日には、東京都で開催される天安門事件18周年記念集会で講演するため、6月2日にニューヨークから成田に到着したが、ビザ不所持を理由に日本の入国管理局に入国を拒否された（その後、魏京生が寄港地上陸許可を申請した際、本来認められていない集会に参加していたことが入国拒否の理由とされた）。魏は引き返しを拒み、空港内のホテルで待機。予定していた天安門事件18周年記念集会での講演はキャンセルした。
6月6日、法務省は魏京生の持病（糖尿病）が悪化しているとの主張を容れ、人道上の配慮から、魏京生に東京都内での診察を許可した（寄港地上陸は許可せず）。6月7日、魏京生は治療を受けた後、特定失踪者問題調査会の事務所にて代表の荒木和博と面会した。また、北朝鮮向け短波放送しおかぜから拉致問題の解決を呼び掛けた。6月8日、魏京生は成田から出発地アメリカ合衆国へ引き返した。引き返しに際し、日本政府の対応を中国寄りであると批判し、「合法的に入国しようとしたのに最後まで謝罪もなかった。近いうちに再来日したい」と語った。

### ウイグル人についての見解
楊海英は、日本ウイグル協会会長の于田ケリム、日本ウイグル協会副会長ハリマト・ローズと鼎談した際に、于田が「漢民族で、政府に反対する民主活動家でも、ウイグル人やモンゴル人やチベット人に対する政府の政策には同意する人が多い」と発言したのを受けて、「例えば、最近も、天安門事件のリーダーの魏京生が、『ウイグル人は、皆、テロリストだ』と発言していました。彼は14年以上も中国の刑務所に収監され、その後、アメリカに亡命しましたが、『中国の民主化運動』の象徴のような人が、アメリカという民主主義の国で、ウイグル人を『テロリスト』呼ばわりしているわけです。これが『漢民族全体の問題』だと言わざるを得ない所以です」と述べている。